# Comisión de Justicia y Asuntos Penales del Senado de la Nación
La comisión de Justicia y Asuntos Penaleses una comisión permanente del Senado de la Nación Argentina.
Le Corresponde dictaminar sobre todo lo relativo a la organización, funcionamiento y administración del Poder Judicial, creación de juzgados, Consejo de la Magistratura, Jurado de Enjuiciamiento y Ministerio Público y todo otro asunto referente al ramo de justicia, sin perjuicio de la competencia correspondiente a la comisión de Asuntos Constitucionales. Asimismo le corresponde dictaminar sobre lo relativo al Código Penal y al Código de Procedimientos en lo Penal de la Nación, leyes penales especiales y lo relacionado con el régimen carcelario, como así también respecto a toda disposición de carácter punitivo o represivo que contenga cualquier rama del derecho. También le corresponde entender en todo lo relativo al Derecho Penal Juvenil.

## Integrantes
| Oposición | Oficialismo |
| --- | --- |
| - Sonia Margarita Escudero - Presidente - Mario Cimadevilla - Secretario - Luis Petcoff Naidenoff - Ernesto Sanz - Luis Juez - Maria Jose Bongiorno - Liliana Negre de Alonso - Juan Agustín Perez Alsina - Adriana Bortolozzi | - Marina Riofrío - Vicepresidente - Cesar Gioja - Lucia Corpacci - Marcelo Fuentes - Nanci Parrilli - Ada Rosa Iturrez de Cappellini |

- Datos: Q5391073